# Thomas Tredwell
Thomas Tredwell (ur. 6 lutego 1743 w Smithtown, zm. 30 grudnia 1831 w Plattsburgh) – amerykański polityk.

## Działalność polityczna
Od 1777 do 1783 zasiadał w New York State Assembly. W okresie od maja 1791 do 3 marca 1795 przez dwie kadencje był przedstawicielem 1. okręgu wyborczego w stanie Nowy Jork w Izbie Reprezentantów Stanów Zjednoczonych. Od 1803 do 1807 zasiadał w New York State Senate.
Jego wnukiem był Thomas Treadwell Davis.